# Nusakan
Nusakan eller Beta Coronae Borealis (β Coronae Borealis, förkortat Beta CrB, β CrB), som är stjärnans Bayer-beteckning, är en dubbelstjärna i den sydvästra delen av stjärnbilden Norra kronan. Den har en skenbar magnitud på +3,65 - 3,72, är den näst ljusaste stjärnan i stjärnbilden och är synlig för blotta ögatt där ljusföroreningar ej förekommer. Baserat på parallaxmätningar i Hipparcos-uppdraget på 29,2 mas beräknas den befinna sig på ca 112 ljusårs (34 parsek) avstånd från solen.
Beta Coronae Borealis var år 1907 den först publicerade dubbelstjärnan baserat på spektroskopiska observationer vid Lick Observatory. J. B. Cannon publicerade dess omloppsbana 1914 och fann en omloppsperiod på 40,9 dygn. Senare spektroskopiska undersökningar av F. J. Neubauer på Lick Observatory, publicerad 1944, visade en period på 10,5 år, utan bevis för 41-dygns periodicitet.  Antoine Labeyrie och hans medarbetare upplöste paret genom speckleinterferometri 1973 och fann att de två stjärnorna är separerade med ca 0,25 bågsekunder.

## Nomenklatur
Beta Coronae Borealis har det traditionella namnet Nusakan som kommer från arabiska النسقان, som betyder "De två räta linjerna". År 2016 organiserade Internationella astronomiska unionen en arbetsgrupp för stjärnnamn (WGSN) med uppgift att katalogisera och standardisera riktiga namn för stjärnor. WGSN:s första bulletin av juli 2016 innehåller en tabell över de första två satserna av namn som fastställts av WGSN där också Nusakan ingår som namn för Beta Coronae Borealis.

## Egenskaper
Primärstjärnan Beta Coronae Borealis A är en blå till vit stjärna i huvudserien av spektralklass A9SrEuCr och är en snabbt oscillerande Ap-stjärna, med en period av 16,2 minuter. Den har en massa som är ungefär dubbelt så stor som solens massa, en radie som är ca 2,6 gånger större än solens och utsänder ca 25 gånger mera energi än solen från dess fotosfär vid en effektiv temperatur på ca 8 000 K.
Nusakan är dubbelstjärna och som sådan en roterande variabel av typen Alfa-2 Canes Venaticorum-variabel (ACV) med amplituden 0,07 och perioden 18,487 dygn. Följeslagaren Beta Coronae Borealis A är en stjärna i huvudserien av spektraltyp F2, en yttemperatur på ca 6 750 K, ca 1,4 gånger solens massa, 1,56 gånger solens radie och mellan 4 och 5 gånger dess luminositet. Stjärnorna är ca 530 miljoner år gamla.